# Maremagnum
Maremagnum est un centre commercial près du port de Barcelone, inauguré en 1995.

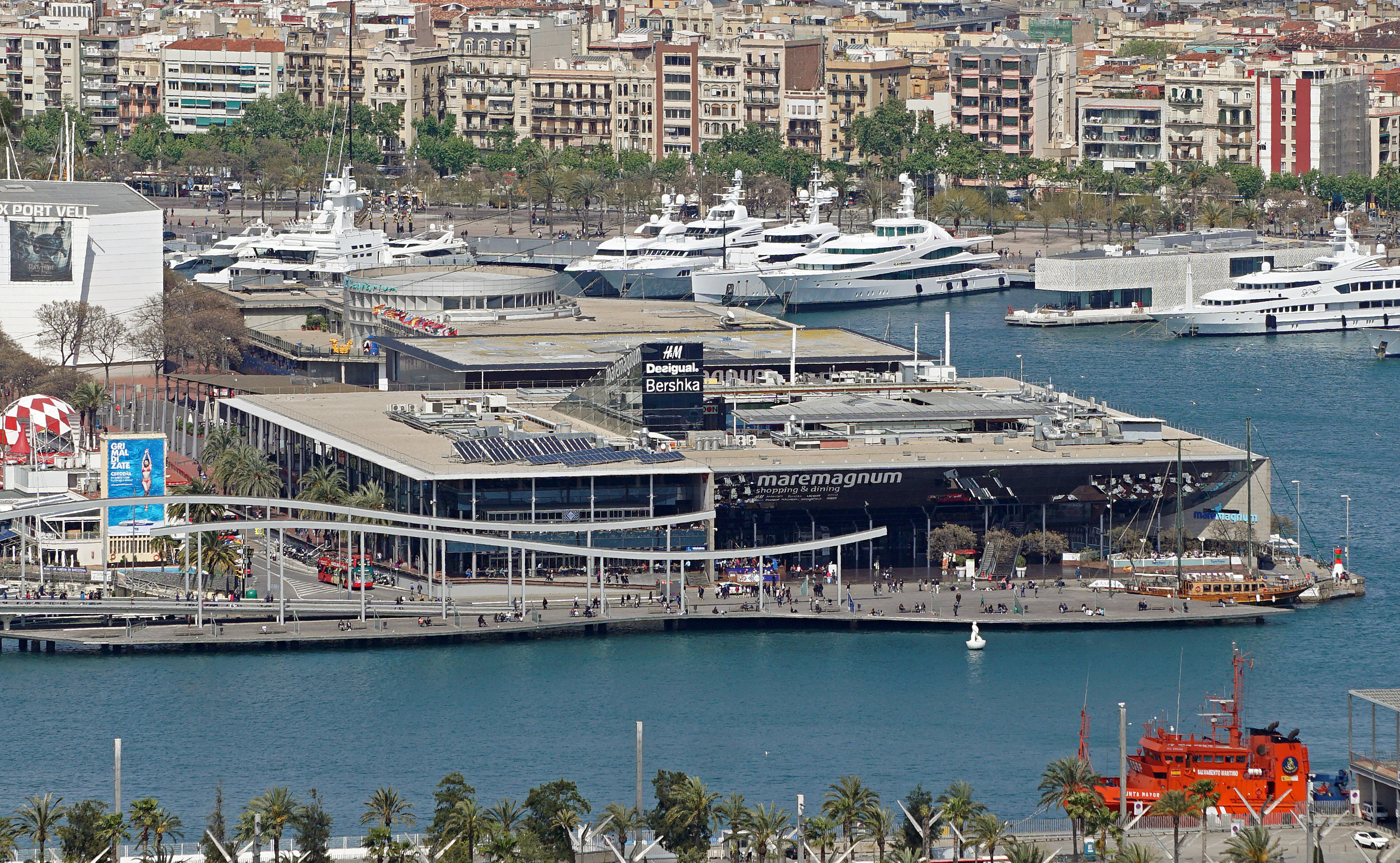
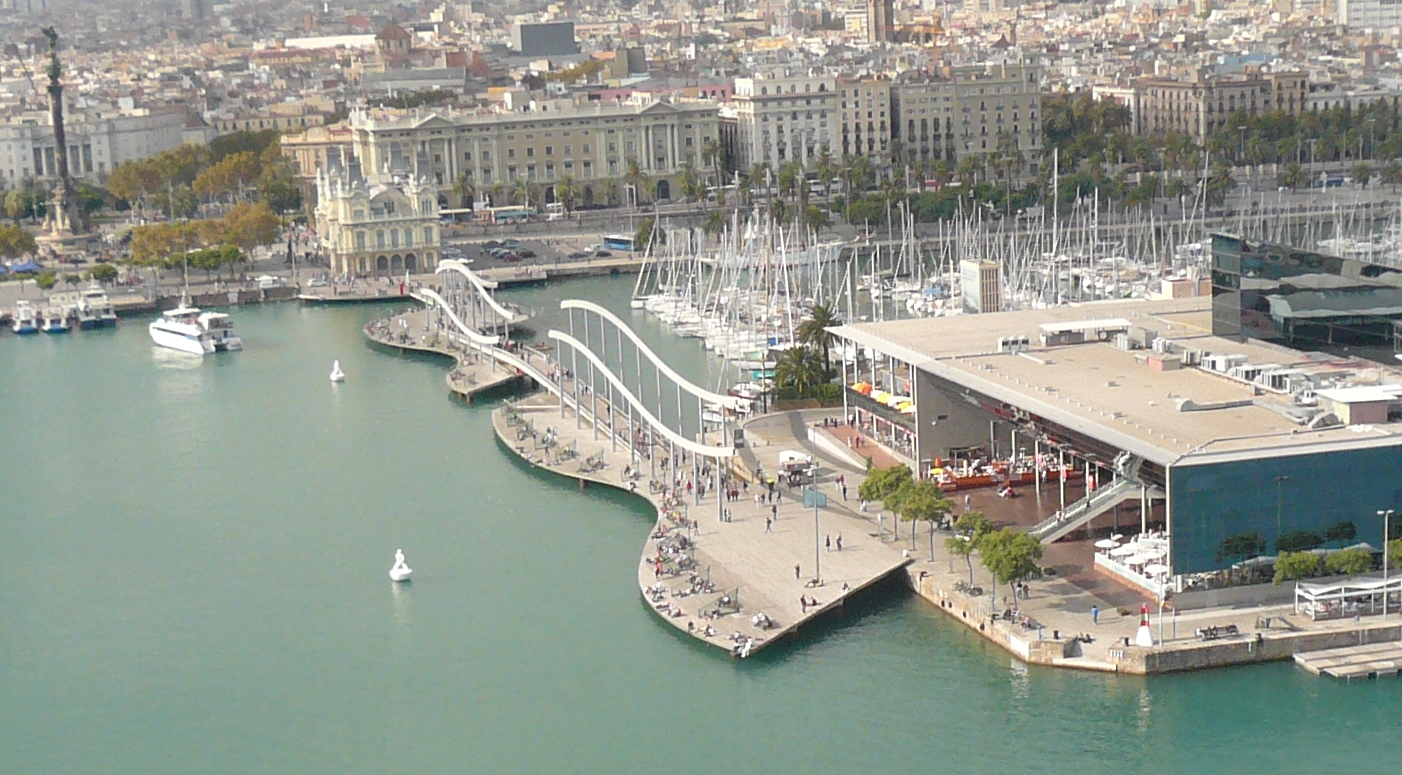
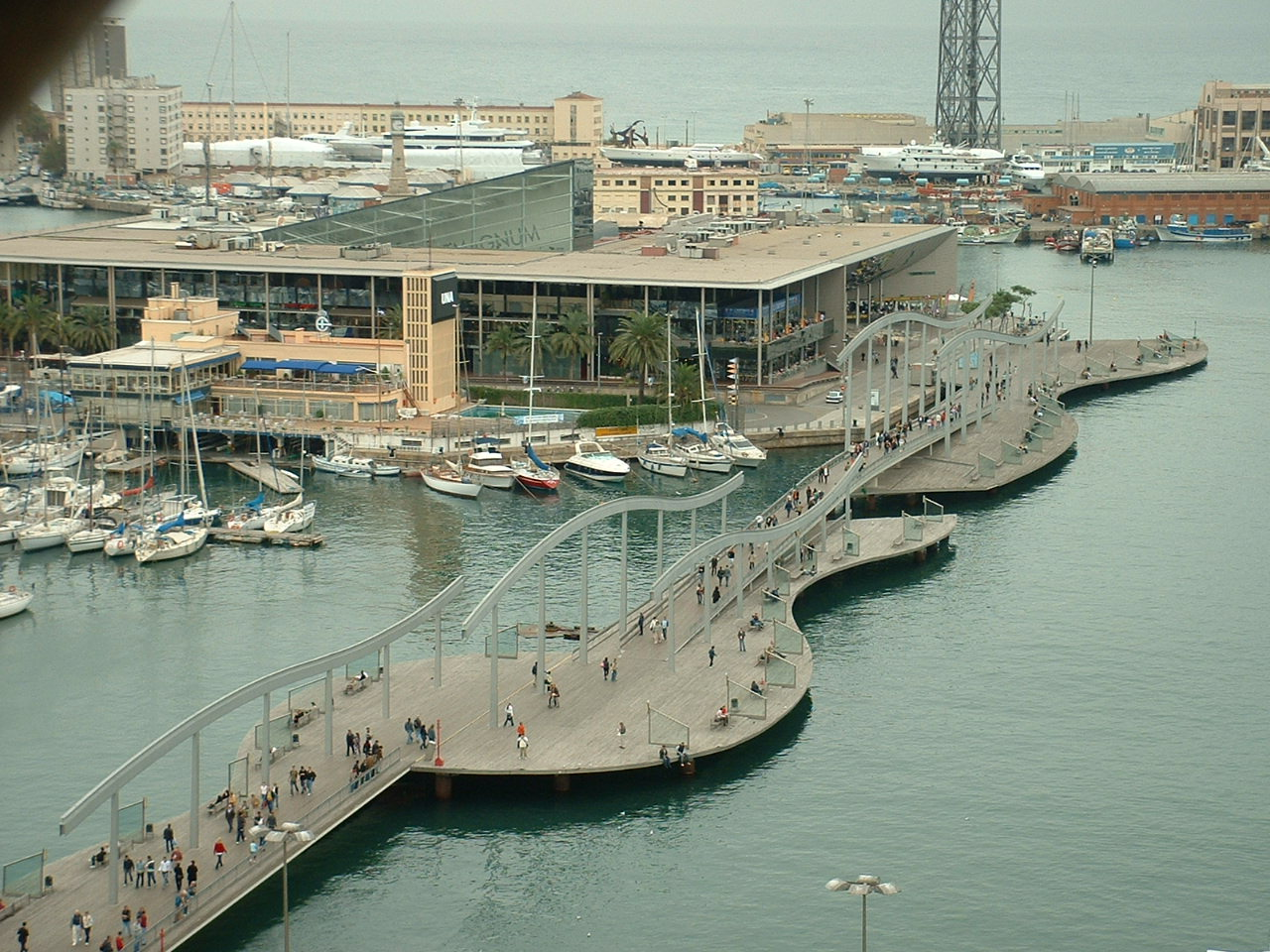